# Лятно тръшване (2014)
„Лятно Тръшване 2014“ (на английски: SummerSlam (2014)) е турнир на Световната федерация по кеч под името WWE SummerSlam.
Турнирът е pay-per-view и ще се проведе на 17 август 2014 г.

## Резултати
| №                                                                                    | Мачове                                             | Правила                                                         | Време |
| ------------------------------------------------------------------------------------ | -------------------------------------------------- | --------------------------------------------------------------- | ----- |
| 1П                                                                                   | Роб Ван Дам победи Сезаро                          | Сингъл мач                                                      | 8:06  |
| 2                                                                                    | Долф Зиглър победи Миз (ш)                         | Сингъл мач за Интерконтиненталната титла                        | 7:57  |
| 3                                                                                    | Пейдж победи Ей Джей Лий                           | Сингъл мач за Титлата на дивите на Федерацията                  | 4:55  |
| 4                                                                                    | Русев (с Лана) победи Джак Фукльото (с Зеб Колтър) | Мач със знамена                                                 | 10:15 |
| 5                                                                                    | Сет Ролинс победи Дийн Амброуз                     | Мач с дървари                                                   | 10:55 |
| 6                                                                                    | Брей Уайът победи Крис Джерико                     | Сингъл мач                                                      | 12:53 |
| 7                                                                                    | Стефани Макмеън победи Бри Бела                    | Сингъл мач                                                      | 11:06 |
| 8                                                                                    | Роман Рейнс победи Ренди Ортън                     | Сингъл мач                                                      | 16:30 |
| 9                                                                                    | Брок Леснар (с Пол Хеймън победи Джон Сина (ш)     | Сингъл мач за Световната титла в тежка категория на Федерацията | 16:05 |
| - (ш) – указва шампиона/шампионите в мача - П – показва, че мача ще бъде преди шоуто |                                                    |                                                                 |       |